# 索爾尼采

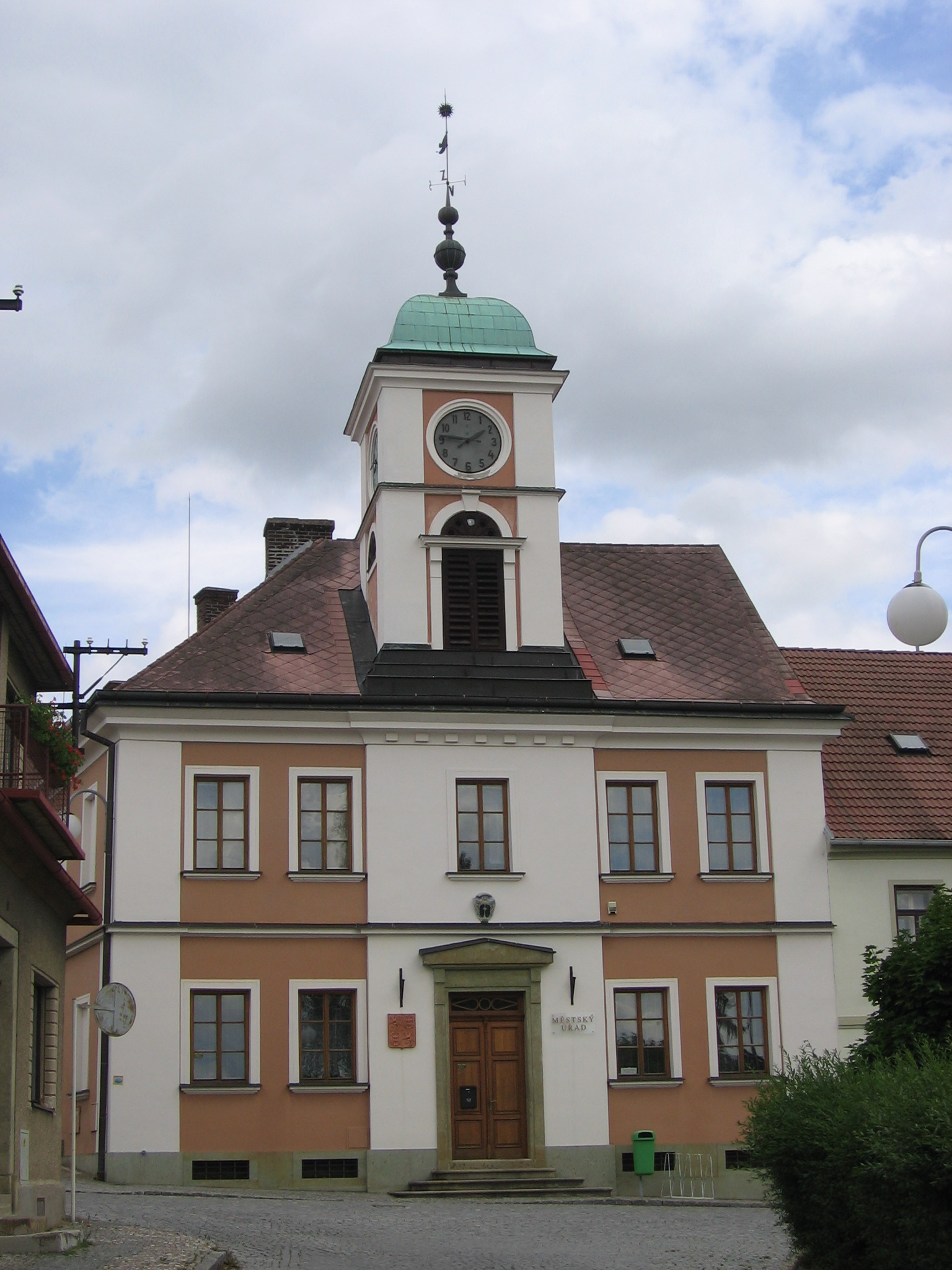

索爾尼采是捷克的城鎮，位於該國北部，由赫拉德茨-克拉洛韋州負責管轄，始建於十三世紀中葉，面積12.66平方公里，海拔高度332米，2006年人口2,326。

## 外部連結
- Municipal website （页面存档备份，存于）

50°12′14″N 16°14′17″E / 50.204°N 16.238°E